# Louis-Étienne-Delille Reboul
Pour les articles homonymes, voir Reboul.
Louis-Étienne-Delille Reboul (1827-1877) est un prêtre, un oblat de Marie-Immaculée et un missionnaire canadien. Il a acquis sa notoriété en déployant de grands chantiers missionnaires dans la vallée de l'Outaouais.

## Biographie
Né le 4 décembre 1827 à Saint-Pons, département de l'Ardèche, canton de Villeneuve de Berg, diocèse de Viviers, en France, il est le fils de Louis Delille Reboul et d'Augustine Guilhon. Ordonné à Marseille le 27 juin 1852, il arriva au Canada le 24 mai 1853 et fut l'auxiliaire de Joseph Guigues.
Missionnaire des chantiers de l'Outaouais à partir de 1862, il servit les environs de Hull, dans le diocèse d'Ottawa. Le village se développe rapidement en ville de moyenne taille grâce à ses travaux sans relâche. Il avait auparavant œuvré près de la rivière Noire et la Creuse de 1854 à 1858.
Il est mort à Matawa le 1er mars 1877, pendant la mission des chantiers, et inhumé à Hull le 7 du même mois.

## Hommages
Le lac Reboul, le pavillon Louis-Reboul du cégep de l'Outaouais et l'école Reboul de Gatineau sont nommés en son honneur.